# Felley
Felley – wieś w Anglii, w hrabstwie Nottinghamshire, w dystrykcie Ashfield. Leży 16 km na północny zachód od miasta Nottingham i 190 km na północny zachód od Londynu.